# Стараховицький повіт
Стараховицький повіт (пол. powiat starachowicki) — один з 13 земських повітів Свентокшиського воєводства Польщі.
Утворений 1 січня 1999 року в результаті адміністративної реформи.

## Загальні дані
Повіт знаходиться у північній частині воєводства.
Адміністративний центр — місто Стараховіце.
Станом на 1.01.2008 населення становить 93 954 осіб, площа 523,41 км².

## Демографія
Демографічні дані повіту станом на 30.06.2006:
|       | Всього | Всього | Жінки  | Жінки | Чоловіки | Чоловіки |
| ----- | ------ | ------ | ------ | ----- | -------- | -------- |
|       | осіб   | %      | осіб   | %     | осіб     | %        |
| Повіт | 94 395 | 100    | 48 675 | 51,6  | 45 720   | 48,4     |
| Міста | 55 852 | 100    | 29 251 | 52,4  | 26 601   | 47,6     |
| Села  | 38 543 | 100    | 19 424 | 50,4  | 19 119   | 49,6     |